# Poggio-di-Nazza
Poggio-di-Nazza é uma comuna francesa na região administrativa de Córsega, no departamento da Alta Córsega. Estende-se por uma área de 32,79 km². 